# Astragalus williamsii
Astragalus williamsii là một loài thực vật có hoa trong họ Đậu. Loài này được Britton & Rydb. miêu tả khoa học đầu tiên.